# ولایت خودمختار گاننان تبتی
ولایت خودمختار گاننان تبتی (به انگلیسی: Gannan Tibetan Autonomous Prefecture) یک ولایت خودمختار در چین است که در گانسو واقع شده‌است. ولایت خودمختار گاننان تبتی ۴۰٬۸۹۸ کیلومتر مربع مساحت و ۶۸۹٬۱۳۲ نفر جمعیت دارد.